# ルートヴィヒ・フォン・ヘッセン＝ダルムシュタット
ルートヴィヒ・フォン・ヘッセン＝ダルムシュタット（ドイツ語: Ludwig von Hessen-Darmstadt, 1908年11月20日 - 1968年5月30日）は、ヘッセン大公家家長（1937年 - 1968年）。

## 生涯
ヘッセン大公エルンスト・ルートヴィヒとその2番目の妃のゾルムス＝ホーエンゾルムス＝リッヒ侯女エレオノーレの間に次男として生まれた。ルートヴィヒは1937年にイギリスの政治家・外交官ゲッデス卿の娘マーガレット・キャンベル＝ゲッデス（1913年 - 1997年）と結婚したが、このときロンドンで行われた結婚式に出席するはずだった兄ゲオルク・ドナトゥスとその妻子、母エレオノーレはイギリスに向かう途中の飛行機事故により不慮の死を遂げ、ルートヴィヒは兄からヘッセン大公家の家長位を継ぐことになった。
ルートヴィヒ夫妻には子供がなく、ゲオルク・ドナトゥスの3人の子供の中で唯一生き残っていたヨハンナを養女に迎えたが、ヨハンナは3歳になる前に死去した。ルートヴィヒはヘッセン大公家の家督を同族ヘッセン＝カッセル家のモーリッツに継がせることを決め、1961年にはモーリッツと養子縁組をしている。1968年のルートヴィヒの死により、ヘッセン＝ダルムシュタット家は断絶した。
| 先代 ゲオルク・ドナトゥス | ヘッセン大公家家長 1937年 - 1968年 | 次代 モーリッツ |